# D.N.A. (Album)
D.N.A. ist das dritte Album des deutschen Hip-Hop-Duos Genetikk. Es erschien am 21. Juni 2013 über das deutsche Hip-Hop-Label Selfmade Records. Nach Voodoozirkus ist es das zweite kommerziell veröffentlichte Album von Genetikk.

## Titelliste

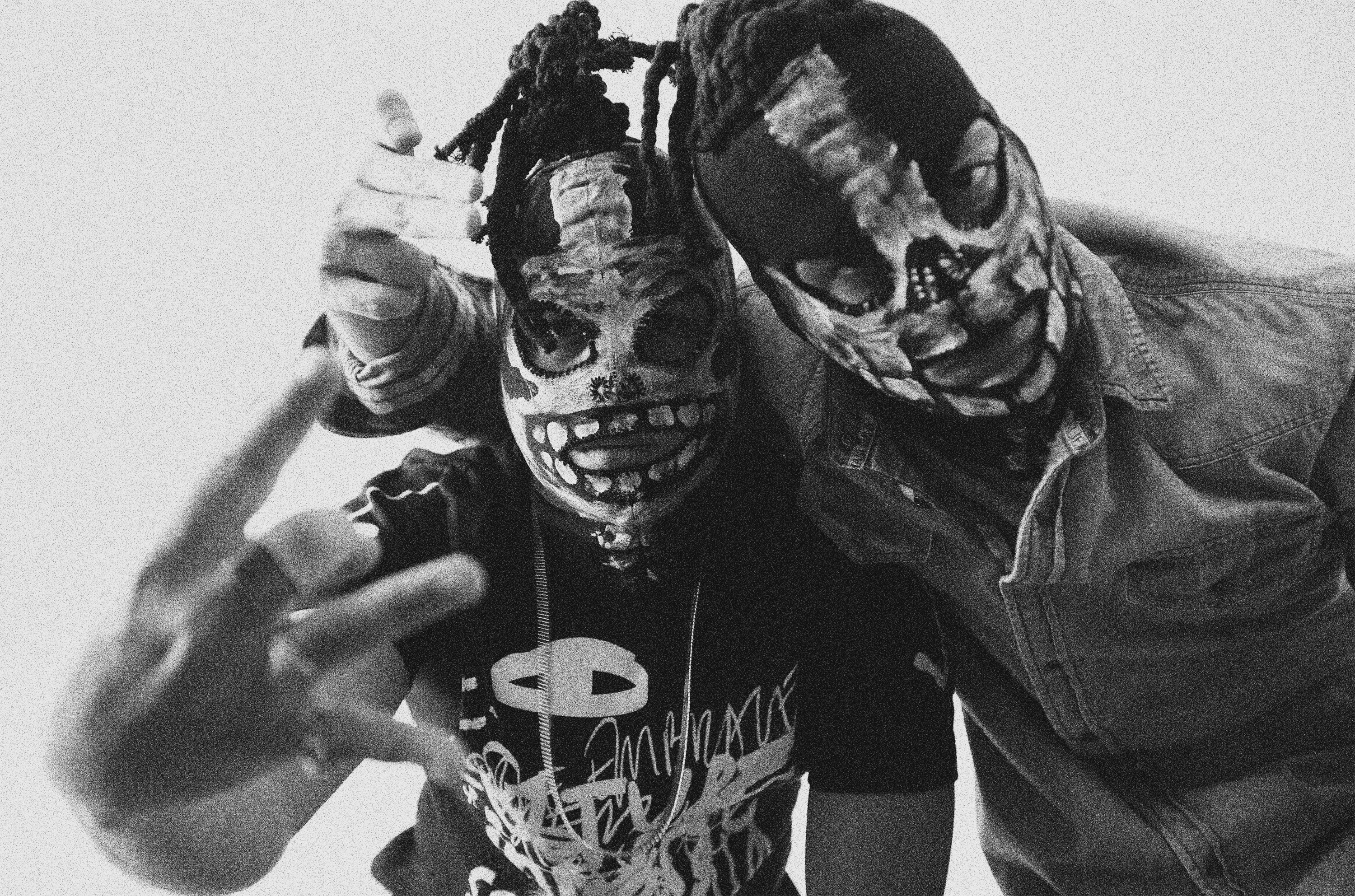
Genetikk (2013)

| #   | Titel                            | Produzent    | Länge |
| --- | -------------------------------- | ------------ | ----- |
| 1.  | Intro                            | Sikk, Karuzo | 1:33  |
| 2.  | Spezies                          | Sikk, Karuzo | 3:54  |
| 3.  | Yes Sir                          | Sikk, Karuzo | 3:03  |
| 4.  | Packets in den Boots (feat. RZA) | Sikk, Karuzo | 3:41  |
| 5.  | D.N.A                            | Sikk, Karuzo | 3:14  |
| 6.  | Triumph                          | Sikk, Karuzo | 3:16  |
| 7.  | Champions                        | Sikk, Karuzo | 3:18  |
| 8.  | A La Muerte (feat. Kollegah)     | Sikk, Karuzo | 2:43  |
| 9.  | Gift                             | Sikk, Karuzo | 3:17  |
| 10. | Plastik                          | Sikk, Karuzo | 3:01  |
| 11. | Represent                        | Sikk, Karuzo | 2:30  |
| 12. | Liebs oder lass es (feat. Sido)  | Sikk, Karuzo | 3:00  |
| 13. | Alles möglich                    | Sikk, Karuzo | 2:32  |
| 14. | Du bist weg                      | Sikk, Karuzo | 3:21  |
| 15. | Strawberry Fields                | Sikk, Karuzo | 3:30  |
| 16. | Über alles                       | Sikk, Karuzo | 2:43  |
| 17. | Kappa Alpha Rho                  | Sikk         | 2:22  |
| 18. | Outro (feat. MoTrip)             | Sikk         | 2:31  |
| 19. | Kill Karuzo (Premium Edition)    | Sikk         | 2:52  |
| 20. | Wahyo (Premium Edition)          | Sikk         | 2:43  |
| 21. | Ich bin Ghetto (Premium Edition) | Sikk         | 3:05  |
| 22. | Out Out Out (Premium Edition)    | Sikk         | 2:19  |

## Gastbeiträge
Für D.N.A. entstanden gemeinsame Lieder mit den Rappern Kollegah, Sido und MoTrip sowie dem US-amerikanischen Hip-Hop-Musiker RZA der Gruppe Wu-Tang Clan. Die Zusammenarbeit mit Kollegah, der wie Genetikk bei Selfmade Records unter Vertrag steht, sei laut Karuzo von den Fans des Labels „von Anfang an verlangt“ worden. Allerdings sei es in der Produktionsphase „kein Dogma“ gewesen, einen Labelkollegen als Gastrapper auftreten zu lassen. Mit MoTrip hatte das Duo bereits 2012 das Stück Keiner hier ist Rap veröffentlicht.

## Versionen
D.N.A. wurde in vier verschiedenen Versionen veröffentlicht. Die Standard Edition umfasst 18 Lieder. Auf der Premium Edition sind zusätzlich die vier Bonustitel Kill Karuzo, Wahyo, Ich bin Ghetto und Out Out Out zu hören. Eine weitere Version wurde unter dem Titel iTunes Deluxe Edition über iTunes veröffentlicht. Diese enthält alle Stücke und die dazugehörigen Instrumentals sowie drei Musikvideos und ein digitales Booklet. Über den Online-Händler Amazon erschien des Weiteren eine Limited Edition in Form einer schwarzen Box. In dieser sind auf zwei CDs die 22 Albumtitel und die Instrumentals enthalten. Darüber hinaus enthält die limitierte Box ein T-Shirt, eine handsignierte Autogrammkarte des Duos und vier Sticker.

## Vermarktung

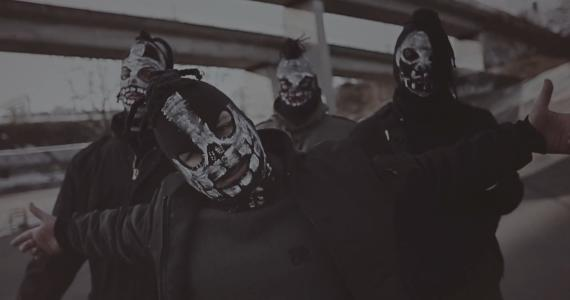
Ausschnitt aus dem Video zu D.N.A.

Am 25. April 2013 erschien mit D.N.A. das erste Musikvideo zum Album. Dieses war unter der Regie von Markus und Michael Weicker entstanden, die auch für die Produktion und den Schnitt verantwortlich waren. Mitte Mai wurde ein weiteres Musikvideo zum Stück Champions veröffentlicht. Als drittes Video folgte die Umsetzung des Songs Über alles. Mit Yes Sir wurde am 24. Juli 2013 ein weiteres Musikvideo veröffentlicht. Die Aufnahmen dazu waren am 12. Juli 2013 im Rahmen des Auftritts des Duos beim Hip-Hop- und Reggaefestival Splash entstanden.
Für das deutsche Hip-Hop-Magazin Juice stellte Genetikk das Lied Regel dieses Spiels als sogenanntes Juice Exclusive! für die 116. Juice-CD bereit. Am 10. Juni 2013 wurde ein Snippet veröffentlicht, in dem ausschnittsweise die Stücke des Albums D.N.A. angespielt werden. Des Weiteren erschien der gemeinsame Song mit Sido Liebs oder lass es auf dem Videoportal YouTube. Das Lied wurde ins Programm verschiedener Radiosender, darunter 1 Live, aufgenommen und am 12. Juli 2013 in Form einer EP über iTunes veröffentlicht. Neben Liebs oder lass es enthält diese auch das Stück Let’s Go, auf welchem der US-amerikanische Rapper Method Man vertreten ist, sowie die Instrumentalversionen beider Lieder. Mitte September erschien ein von Johnny Illstrument erstellter Remix des Stücks Represent. Ein weiteres Musikvideo erschien am 31. Dezember 2013 zum Stück Alles möglich. Für das Video wurden Aufnahmen vom Hamburg-Konzert des Duos vom 9. Dezember 2013 verarbeitet.

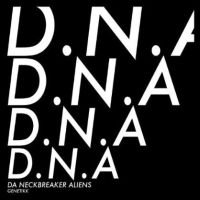
Cover der Single „D.N.A.“
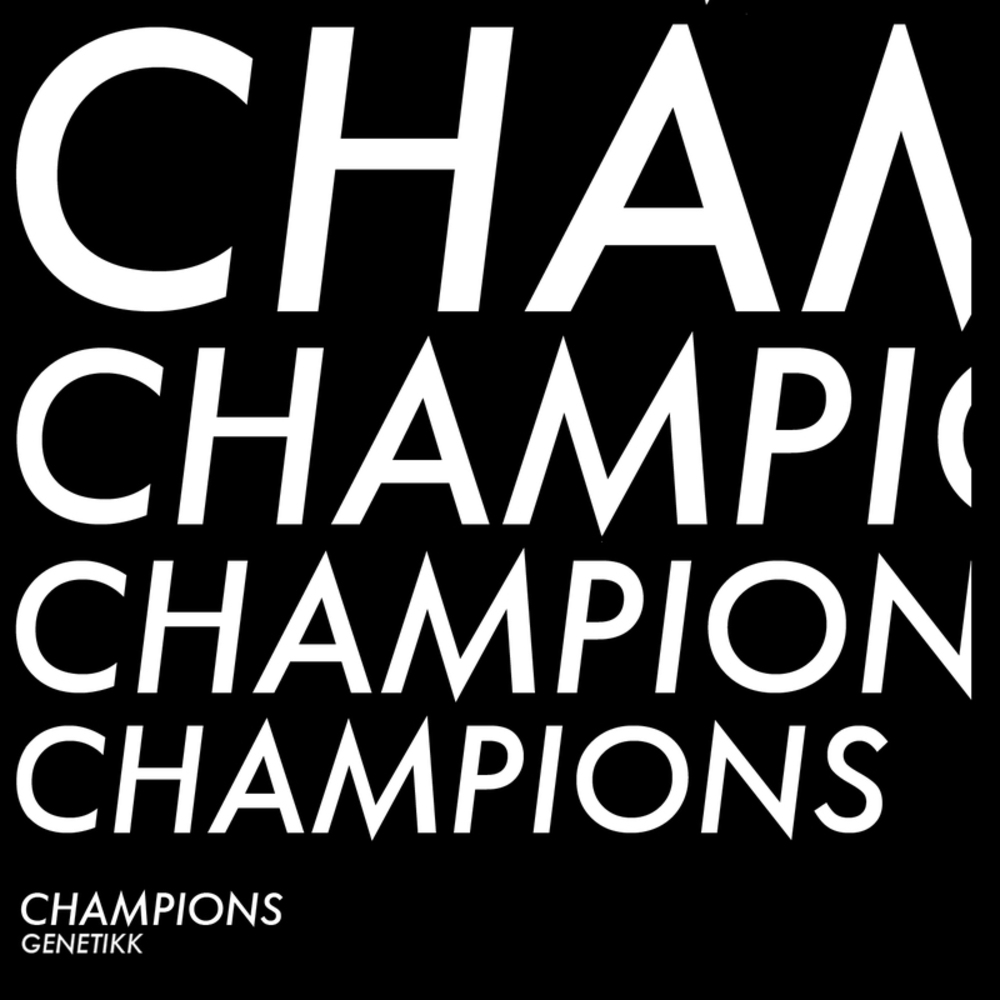
Cover der Single „Champions“

## Visuelle Umsetzung

### Maskierung
Nachdem Genetikk im Zuge der Veröffentlichung der Alben Foetus und Voodoozirkus ausschließlich geschminkt aufgetreten war, begannen Sikk und Karuzo auf dem Cover und den Videos zu D.N.A. sowie bei allen öffentlichen Auftritten wie Konzerten und Interviews Masken zu tragen. Diese waren von der Berliner Künstlerin Sonja Dissberger angefertigt worden. In Interviews hebt Karuzo die Bedeutung der Optik hervor. So sei der Mensch ein „visuelles Wesen“, das die Musik nicht ausschließlich auditiv wahrnehme. Zudem sei die Inszenierung, etwa innerhalb von Indianerstämmen, bereits immer Bestandteil von Musik gewesen. Die Masken fungieren darüber hinaus als Schutz der Privatsphäre.

### Illustration
Die Art Direction für das Cover zu D.N.A. wurde von Rokey und Wilderjim übernommen. Laion steuerte die im Booklet abgebildeten Fotos bei.

## Rezeption

### Bewertungen der Musikmedien

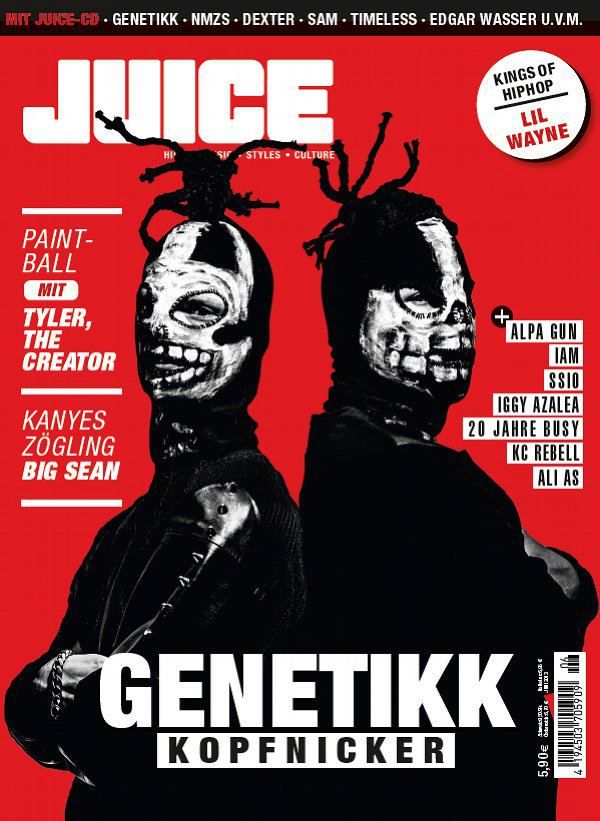
Genetikk auf dem Cover der Juni-Ausgabe des Hip-Hop-Magazins „Juice“ (2013)

Bereits im Vorfeld der Veröffentlichung verfasste das deutsche Hip-Hop-Magazin Juice eine Titelstory zu Genetikk und D.N.A. Dabei wird das Album als „moderner Hip-Hop-Klassiker“ bezeichnet und in einem Zusammenhang mit anderen einflussreichen Rap-Alben gestellt. So sei D.N.A. die zeitgemäße Übersetzung der „besten Elemente“ der Alben Battlekings von Westberlin Maskulin, Gottes Werk und Creutzfelds Beitrag von Creutzfeld & Jakob, Deluxe Soundsystem von Dynamite Deluxe, Maske von Sido und den Zuhältertapes von Kollegah.
Die E-Zine Laut.de bewertete D.N.A. mit vier von möglichen fünf Bewertungspunkten. D.N.A. sei „im Gegensatz zu ihrem auch schon brachial unterhaltsamen“ Album Voodoozirkus „um Welten ausgefeilter, überlegter, wesentlich mehr aus einem Guss.“ Aus Sicht der Redakteurin Dani Fromm gehe die Veröffentlichung „mit seiner Geschichte einer auf diesem Planeten vorübergehend gestrandeten, ganz eigenen ‚Spezies‘“ beinahe als Konzeptalbum durch. Der Rapper Karuzo wird für seine „technischen Fähigkeiten“ und „blühende Phantasie“ gelobt. Dagegen seien die Stimme des Rappers sowie sein „zuweilen leiernder Vortrag“ abhängig vom Geschmack des Hörers. Die Gastbeiträge von RZA und MoTrip seien laut Fromm unauffällig. Im Falle des gemeinsam mit Sido aufgenommenen Stücks Liebs oder lass es handele es sich um den „mit Abstand schwächste[n] Track“ des Albums. Nur Kollegahs Beitrag erscheine „sinnvoll“, da dieser durch die Zusammenarbeit „wieder einmal [auf einem] ordentlichen Beat“ zu hören sei. Die Produktionen Sikks werden von Fromm positiv hervorgehoben. Diese zeichnen durch „wuchtige[…] Bässe[…], irre[…] Tastengeklimper, hymnische[…] Passagen, flirrende[…] Saiten und drückende[…] Synthies“ aus.
In der Liste der 50 besten Alben des Jahres, die von 45 laut-Redakteuren gewählt wurde, belegte D.N.A. den elften Platz, in der der 25 besten Hip-Hop-Alben sogar Rang 3.
Phil Weichert lobte in seiner Rezension für Rap.de die „Verschmelzung verschiedener Stile und Motive“, durch die D.N.A. „unglaublich vielseitig und interessant“ geworden sei. Damit verbunden vergab die Internetseite acht von möglichen zehn Punkten an die Veröffentlichung. Das einleitende Intro überzeuge mit „druckvollem Bass, knallenden Snares und Scratch-Einlagen“. Auch die Stücke Spezies, Yes Sir und Packets in the Boots werden positiv hervorgehoben. Durch die „zahllosen Anspielungen und Verweise auf Klassiker und ehemalige Hits“ zeige Genetikk ihre Liebe für die Hip-Hop-Kultur. Mit Lieb es oder lass es wird laut Weichert die schwächere Hälfte des Albums eingeleitet. Die „typische Radiosingle“ zeichne sich durch einen banalen Text und einen nur soliden Beitrag Sidos aus. Erst das Lied Strawberry Fields erreiche wieder das Niveau der ersten Album-Hälfte. Kappa Alpha Rho und Outro seien dagegen seicht, wobei auch MoTrips Auftritt negativ kritisiert wird. Zusammengefasst verhindern die „wenigen Ausfälle“ nicht, dass das Duo mit D.N.A. ein „Meisterwerk“ aufgenommen habe.
Die Internetseite Hiphop.de vergab eine Wertung von 7,25 von möglichen zehn Punkten an das Album. D.N.A. sei ein „innovatives und in sich stimmiges Album mit überdurchschnittlich anspruchsvollen Battlerap-Texten.“ Stilistisch könne das Album „zwischen 2Pac und Nate57, Mobb Deep und Favorite“ eingeordnet werden. Dabei gehören jedoch weder die Punchlines in den Texten Karuzos noch der Flow des Rappers zu den Kreativsten der Hip-Hop-Szene. Die Musik Genetikks zeichne sich durch „Karuzos markante Stimme, die vielen Ausflüge in spanisches Sprachgut“ sowie „die exakt getimten Reime [und] der solide Flow“ aus. Champions, Represent und Alles möglich werden in der Rezension positiv hervorgehoben. Auch Liebs oder lass es wird als großartig bezeichnet und für den „sehr guten Sido-Part“ gelobt. Dagegen sei das Stück Du bist weg, dessen Rhythmus durch die „verschobenen Claps, die jeweils auf die Offbeats der Schläge zwei und vier gesetzt worden sind,“ nerve, eines der beiden Tiefpunkte des Albums. Der Gastauftritt RZAs sei der Zweite. Inhaltlich falle D.N.A. als „eher leichtere Kost aus.“ Zusammengefasst bezeichnet der Redakteur Erich Unrau die Maskierung des Duos als „pushendes Element.“

### Kommentare von Nachrichtenmagazinen
Neben den Rezensionen durch Musikmedien veröffentlichten auch Nachrichtenmagazine Beiträge zur Veröffentlichung des Albums. So verfasste Aleksandar Jozvaj für Spiegel Online einen Bericht. Seiner Ansicht nach gelinge Genetikk „der Spagat zwischen einem innovativen, originären Stil und dezenten musikalischen Anleihen aus der Zeit, als sie mit dem Kopfnicken anfingen.“ Die Produktionen Sikks zeichnen durch Verwendung von „unkonventionellen Samples“ aus. Karuzo protze in seinen Texten zwar „HipHop-typisch herum“, verzichte aber auf „Sexismen“. In den Texten mache der Hip-Hop-Musiker deutlich, dass Rap „vor allem von Ironie“ lebe. Zudem „dehnt, strapaziert und verzerrt“ Karuzo in seinem Vortrag „den Klang seiner Worte.“
Dennis Sand erklärte auf Welt Online, dass Genetikk mit ihrem Sound „eine Klammer zwischen Vergangenheit, Zukunft und Gegenwart einer Kultur“ setze, „die sich ihrem falsch verstandenen Traditionsbewusstsein […] bis heute treu geblieben“ sei. Das Duo befasse sich „mit Soul, Jazz [und] Ray Charles“, sample diese Einflüsse und entwickle damit einen Sound, der „visionär und gleichzeitig […] klassisch“ wirke. Neben der musikalischen Komponente repräsentiere Genetikk einen „Gesamtlifestyle, der sich visuell über ihre farbreduzierte Vintage-Videoästhetik“ definiere. Abschließend äußert Sand seine Ansicht, dass das Duo innerhalb der in „Emo- über Gangsta- und Partyrap“ ausdifferenzierten Hip-Hop-Szene „der große gemeinsame Nenner dieser […] widerstrebenden und unvereinbaren Kulturen“ darstelle.

### Bewertungen anderer Künstler
Der Rapper Tone äußerte sich gegenüber Jetzt.de, dem Onlinemagazin der Süddeutschen Zeitung, zu Genetikks Album. Dabei lobt er die Fähigkeit des Duos Geschichten zu erzählen. Auch Karuzos Rap-Technik sowie die ernsthafte Haltung zur Musik, wodurch sich Genetikk von Rappern wie etwa MC Fitti abhebe, werden hervorgehoben. Dagegen seien ihm die Beats der Lieder „über die gesamte Spielzeit“ ein „bisschen zu eintönig“ und „insgesamt zu rückwärtsgewandt“.

## Kommerzieller Erfolg

### Chartplatzierungen
D.N.A. stieg auf Platz 1 der deutschen Album-Charts ein. Damit ist es das zweite Album des Labels Selfmade Records, das die Höchstplatzierung in Deutschland erreichen konnte. Laut Angaben des Geschäftsführers des Independent-Labels Elvir Omerbegovic seien 30.000 Einheiten von D.N.A. in der ersten Woche verkauft worden. In einer Stellungnahme hob Omerbegovic die Verkaufszahlen des seiner Ansicht nach „nicht an den Mainstream angepassten Albums“ als Erfolg hervor. Auch in der zweiten Woche konnte sich D.N.A. mit Position 10 in den Top 10 der Charts halten. Es folgten in der dritten und vierten Woche die Platzierungen 13 und 17. In Österreich stieg das Album auf Rang 4 ein. Mit Platz 5 konnte sich D.N.A. auch in den Schweizer Album-Charts positionieren.
Die Single-Veröffentlichung Liebs oder lass es konnte sich mit Rang 33 in den deutschen Top-100-Single-Charts platzieren.
| ChartsChartplatzierungen | Höchstplatzierung | Wochen |
| ------------------------ | ----------------- | ------ |
| Deutschland (GfK)        | 1 (11 Wo.)        | 11     |
| Österreich (Ö3)          | 4 (7 Wo.)         | 7      |
| Schweiz (IFPI)           | 5 (5 Wo.)         | 5      |

| ChartsJahrescharts (2013) | Platzierung |
| ------------------------- | ----------- |
| Deutschland (GfK)         | 91          |

### Auszeichnungen für Musikverkäufe
2014 wurde das Album für über 75.000 verkaufte Exemplare vom europäischen Independent-Label-Verband Impala mit IMPALA Gold ausgezeichnet.
| Land/Region        | Auszeichnungen für Musikverkäufe (Land/Region, Auszeichnung, Verkäufe) | Verkäufe |
| ------------------ | ---------------------------------------------------------------------- | -------- |
| Deutschland (BVMI) | Gold                                                                   | 100.000  |
| Europa (Impala)    | Gold                                                                   | (75.000) |
| Insgesamt          | 2× Gold ·                                                              | 100.000  |